# 16 Poznańska Drużyna Harcerzy
16 Poznańska Drużyna Harcerzy im. gen. Józefa Bema – drużyna harcerska powstała w 1920 w ramach Związku Harcerstwa Polskiego.
Szesnastka powstała dzięki inicjatywie przybyłego do Poznania warszawiaka, Zdzisława Sypniewskiego, który nadał pierwszym jednostkom miano Patrolu Bema. Jako główne miejsce działalności drużyny wybrano prywatne gimnazjum im. księdza Wawrzyniaka i rozpoczęto formowanie zastępów. Wniosek do władz harcerskich o zatwierdzenie drużyny pod patronatem Józefa Bema złożono i zatwierdzono w październiku 1920 roku rozkazem Poznańskiej Komendy Harcerzy, a drużynie nadano numer kolejny 16.